# Reinis Pozņaks
Reinis Pozņaks (ur. 9 grudnia 1977 w Rydze) – łotewski polityk, mechanik samochodowy i społecznik, inicjator akcji „Twitter konvojs”, deputowany do Parlamentu Europejskiego X kadencji.

## Życiorys
Z zawodu mechanik samochodowy, kształcił się w ryskim technikum RVT. Pracował w centrum Volkswagena w Rydze i w branży reklamowej, a także jako konsultant ds. PR. Prowadził własną działalność gospodarczą jako współwłaściciel toru kartingowego. Był też kierowcą rajdowym i działaczem Łotewskiej Federacji Samochodowej, w której m.in. przewodniczył komisji ds. kartingu.
Wkrótce po rozpoczęciu w lutym 2022 inwazji Rosji na Ukrainę współorganizował konwój, którym wysłano kilka samochodów celem udzielenia Ukraińcom wsparcia. Reinis Pozņaks ogłosił następnie w serwisie Twitter zbiórkę funduszy na zakup kolejnych pojazdów. Stało się to początkiem akcji „Twitter konvojs”. Do lutego 2023 związane z tą inicjatywą środowisko za pośrednictwem stowarzyszenia „Agendum” skierowało na Ukrainę około 1100 samochodów.
W 2024 Reinis Pozņaks otwierał listę Zjednoczonej Łotwy w wyborach europejskich. W wyniku głosowania z czerwca tegoż roku uzyskał mandat posła do Parlamentu Europejskiego X kadencji.

## Odznaczenia i wyróżnienia
- Order Trzech Gwiazd V klasy (2022)[5]
- Tytuł „Europejczyka roku na Łotwie” przyznany przez łotewski oddział Ruchu Europejskiego (2022)[6]